# 纁
纁（そひ/そび）は、薄い赤色のこと。

## 概要
『養老律令』の衣服令に定められた色で『令義解』には「三染絳也」、『令集解』には「浅絳也」と注されている。絳は茜を染めるという意味とされているため、茜を3度染めて浅緋のことであると考えられている。
五位の官人の衣装に用いる色とされ、『延喜式』（弾正台式）では孫王およびそれ以下の諸王の衣装としても規定されている。